# خانه حاج عبدالرسول روحانی
خانه حاج عبدالرسول روحانی مربوط به دوره صفوی است و در اصفهان، خیابان ابن سینا ـ کوچه کدخدا واقع شده و این اثر در تاریخ ۲۹ شهریور ۱۳۵۳ با شمارهٔ ثبت ۱۰۰۲ به‌عنوان یکی از آثار ملی ایران به ثبت رسیده‌است.